# ミアス
ミアス（ミアース、ロシア語: Миа́сс, ラテン文字転写: Miass）は、ロシア・チェリャビンスク州の工業都市。人口は14万7995人（2021年）。
州都チェリャビンスクからは西へ96キロメートルの位置で、ウラル山脈南部の東麓にあり、ミアス川が流れている。

## 歴史
ミアスの町の歴史は1773年、銅鉱山と鉱夫の住む集落が開かれた年に遡る。19世紀にはゆっくりと村が大きくなり市場町になっていった。さらにウラル地方でも有数の豊かな金鉱が発見され町が一気に拡大した。ミアスの金鉱からは年平均640キログラムの金が発掘されたが、19世紀半ばには金の発掘量が少なくなり始め、町の成長も頭打ちになった。1881年にはアレクサンドル・ネフスキー聖堂が完成した。1926年には市に昇格している。
独ソ戦中の1941年、モスクワから自動車企業のスターリン記念工場（ZiS、現在のZiLの前身）がミアスに疎開してきた。これが現在のウラル自動車工場（UralAZ）である。以後、UralAZを中心にトラックやその部品などを生産する機械工業の町、冶金工業の町として発展してきた。また1947年にズラトウーストに開設されたマケーエフ・ロケット設計局が1955年にミアスに拠点を移し、原子力潜水艦用の弾道ミサイルなどを開発した。

## 文化・観光
ロシア科学アカデミーの金属学研究所ウラル支部のほか、大学の分校などが数多く立地する。鉱物学博物館もあり、イリメニスキー鉱物保護地区にも近い。
旧市街は主に19世紀の木造家屋が立ち並ぶ街並みである。1889年に建てられた至聖三者大聖堂や、金鉱の管理人シモノフの邸宅も保存されている。
ウラル山脈は湖や鉱物が多い。ミアス周辺は20以上の湖が取り囲んでおり、その中でもトゥルゴヤク湖はミアスから程近く、観光地となっている。

## 交通
ミアスは、モスクワ・サマーラ・ウファ・チェリャビンスクを結ぶロシアの東西の大動脈でありシベリア横断道路の一部をなすM5幹線道路が通る。この高速道路は、チェリャビンスクからオムスクを経てノヴォシビルスクに向かうM51幹線道路に繋がっている。

## 著名な出身者
- レフ・レベディンスキー（英語版） - 音楽学者